# Avicola Crevedia
Avicola Crevedia este o companie producătoare de carne de pasăre din România.
Compania deține 11 ferme de pui și un abator.
Avicola Crevedia este controlată de firma libaneză Agricola Holding, care deține 51,1% din acțiuni și care a preluat controlul societății în urma unei oferte publice primare, derulată la începutul anului 2006, contribuind cu un aport de capital de circa 3,5 milioane de euro.
În urma majorării capitalului social, participația fostului acționar majoritar, compania Tec Miaco Romania, s-a redus la 41,9%, aceasta fiind vândută ulterior cetățeanului libanez Al Zamell Hassan.
În anul 2009, compania producea anual 1,4 milioane de pasări, la un ciclu de creștere de 52 de zile.

## Istoric
Avicola Crevedia a fost înființată în anul 1959, întâmpinând dificultăți în primii ani, din cauza lipsei de personal cu experiență în domeniu.
A fost foarte aproape de a fi închisă, la ordinul lui Gheorghe Gheorghiu-Dej.
Producția a început efectiv în anul 1962, fiind prima societate de creștere industrială a păsărilor nu numai din România, ci și din Europa de Est.
În 1970 s-a realizat o fuziune între Avicola Crevedia, Avicola Buftea și Avicola Mogoșoaia, ceea ce a generat producții record ale noii unități economice.
Apogeul l-a atins în anul 1981, după fuziunea cu Avicola Buftea și Avicola Mogoșoaia, producând atât pentru piața internă, cât și pentru exporturi în țările arabe și în fosta URSS.
După Revoluție, a fost demarat procesul de privatizare, statul accesând credite în vederea modernizării, fapt care a adus compania în pragul falimentului.
În anul 1999, producătorul a fost cumpărat de compania americană Tec.
În 2006, grupul libanez Agroli a cumpărat afacerea de la americani.

## Informații financiare[4]
| Ani  | Venituri | Cheltuieli | Profit  | Inventar | Rezerve | Creanțe  | Datorii   | Banca și numerar | Angajați |
| ---- | -------- | ---------- | ------- | -------- | ------- | -------- | --------- | ---------------- | -------- |
| 2021 | 112114   | 37863      | 74251   | 36560440 | 0       | 33804957 | 218285203 | 316868           | ?        |
| 2020 | 107873   | 14381      | 93492   | 36560440 | 0       | 33805862 | 218244147 | 200656           | ?        |
| 2019 | 77092    | 214381     | -137289 | 36560440 | 0       | 33808835 | 193446411 | 98521            | ?        |
| 2018 | 121564   | 143826     | -22262  | 36560440 | 0       | 33815113 | 193332345 | 113402           | ?        |
| 2017 | 437720   | 429674     | 8046    | 36560441 | 0       | 34345716 | 193835492 | 53406            | 2        |